# Edoardo De Betta
Edoardo De Betta (Castel Malgolo, 6 giugno 1822 – Sogara di Marcellise, 4 novembre 1896) è stato un naturalista italiano.

## Biografia

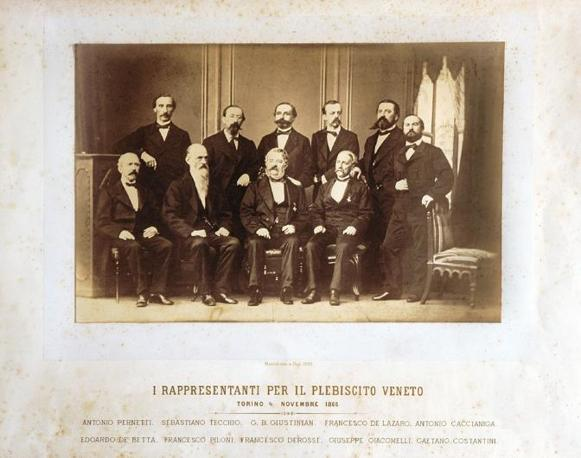
I rappresentanti per il plebiscito del Veneto del 1866

Nel 1844 si laurea in giurisprudenza presso l'Università di Pavia. Poco dopo l'inizio della sua attività come avvocato eredita un'ingente fortuna (dalla cugina Teresa de Betta) e decide di abbandonare la professione per dedicarsi agli studi naturalistici. Nel 1849 prese dimora a Verona.
Molti dei suoi scritti naturalistici furono sulla malacologia e l'erpetologia delle province venete e del Trentino. Per i suoi meriti nello studio delle scienze divenne socio e poi presidente, tra il 1892-1894, dell'Istituto Veneto di Scienze, Lettere ed Arti . 
L'altro suo grande interesse fu la politica, divenne infatti podestà di Verona tra il 1865 e il 1867. Fu l'ultimo podestà austriaco, che accolse le truppe italiane dopo la 3ª guerra d'indipendenza. Successivamente fu anche nominato deputato del regno.

## Pubblicazioni
1. Helix Pollinii Da Campo. Osservazioni - Verona 1852, pag 15.
2. Catalogo dei rettili della Valle di Non nel Tirolo italiano - Vienna 1852
3. Descrizione di due nuove conchiglie terrestri del Veneto - Verona 1852
4. Malacologia terrestre e fluviale della Valle di Non - Verona 1852
5. Catalogus systematicus rerum naturalium in Museo exstantium  - Verona 1853
6. Molluschi viventi sul monte Baldo, nel Veronese - Pavia 1855
7. Sui rettili velenosi della provincia Veronese. Istruzione popolare - Verona 1856
8. Erpetologia della Provincie Venete e del Tirolo meridionale - Verona 1857
9. Sulla Piscicultura in generale e sulla possibilità ed utilità della sua introduzione nel Veronese - Verona 1862
10. Ittiologia Veronese ad uso popolare e per servire alla introduzione della Piscicultura nella Provincia - Verona 1862
11. Materiali per una Fauna Veronese - Verona 1863
12. Esame critico intorno a tre molluschi del genere Glandina Schum - Venezia 1864
13. Monografia degli Anfibi urodeli italiani, e più diffusamente delle specie viventi nelle Provincie Venete - Venezia 1864
14. Sui Serpenti italiani del genere Tropidonotus Kuhl. Osservazioni critiche - Venezia 1865
15. Sulla straordinaria ed accidentale comparsa di alcune specie d'uccelli nelle Provincie Venete e sulle cause rispettive. Note ed Osservazioni - Venezia 1865
16. Degli insetti nocivi all'agricoltura e della sconsigliata e dannosa distruzione degli animali insettivori - Verona 1865
17. Sopra un caso di dicefalia-atloidica in una giovine vipera (Vipera aspis Merr.) raccolta nel Vicentino - Venezia 1865
18. Molluschi terrestri e fluviatili dell'Anaunia nel Trentino. Lettera al conte A. Ninni - Venezia 1868
19. I Rettili ed Anfibi del regno della Grecia con alcune notizie sulla distribuzione geografica delle specie - Venezia 1868
20. I Molluschi terrestri e fluviali della provincia Veronese e complemento della Malacologia di L. Menegazzi - Verona 1868
21. Malacologia Veneta, ossia Catalogo sinottico ed analitico dei molluschi terrestri e fluviatili viventi nelle provincie Venete - Venezia 1870
22. Fauna d'Italia. Rettili ed Anfibi - Milano 1874
23. Le Cavallette e lo Storno roseo della provincia di Verona nell'anno 1875  - Venezia 1876
24. Sulla Vipera ammodite nell'Italia e sulla sua distribuzione geografica - Venezia 1879
25. Sulla distribuzione geografica dei Serpenti velenosi in Europa e più particolarmente in Italia - Venezia 1880
26. Nuova invasione di Cavallette (Acridium italicum) in provincia di Verona nel 1882 - Venezia 1883
27. Un nuovo Chirottero per la Fauna Veneta ed alcuni casi di albinismo negli Uccelli del Veronese - Venezia 1883
28. Le Cavallette in provincia di Verona - Venezia 1883